# Elzard Kuhlman
Elzard Kuhlman (Groningen, 26 januari 1904 – ?) was een Nederlands componist, dirigent, pianist, violist en arrangeur.

## Levensloop
Kuhlman was violist in de Groninger Orkestvereniging. Vervolgens werkte hij als pianist. Hij was enthousiast van de muziek van Paul Whiteman en zijn orkest. Na een bezoek van dit ensemble aan Nederland werd hij geïnspireerd tot de compositie Syncopated Music. Het in 1935 voor Radio Brussel gecomponeerd Jazz concert voor piano en orkest is door het omroeporkest van het toenmalige Nationaal Instituut voor de Radio-omroep onder leiding van Paul Douliez (1905-1989) tijdens de Wereldtentoonstelling van 1935 in Brussel in première gegaan. Hij kwam in contact met de Britse orkestleider, componist, arrangeur en acteur Ray Noble en vertrok een bepaalde tijd naar Engeland. Aldaar schreef hij liedjes voor shows van de British Broadcasting Corporation (BBC). Toen hij terug was in Nederland werkte hij als begeleider van "The Song Singers" en kwam in contact met de Algemene Vereniging Radio Omroep. In 1938 werd hij dirigent van het AVRO-Amusementsorkest en het AVRO-Vaudevilleorkest (vanaf 1949: Promenade Orkest). In het dagblad "De Rijnbode" wordt op 17 april 1942 bericht, dat binnen het radioprogramma Zondag morgen zonder zorgen via Hilversum 1 naast Ans Heidendaal, Wim Sonneveldt, Govert van Oest, Gregor Serban en zijn Roemeensch Orkest en Amusementsorkest o.l.v. Elzard Kuhlman meewerkten. Tijdens de Tweede Wereldoorlog ging het AVRO-Amusementsorkest op in het Groot Amusementsorkest van de Nederlandse Omroep.
Aan het einde van de oorlog werd hij dirigent van het Rundfunk-Tanzorchester in Berlijn en woonde met zijn vrouw in Potsdam.
Als componist schreef hij een aantal werken voor orkest, harmonieorkest, vocale muziek, kamermuziek en filmmuziek. 

## Composities

### Werken voor orkest
- 1935 Jazz concert, voor piano en orkest
- American Rhapsody, voor instrumentale solisten en orkest
- Campanella, voor orkest
- Carneval de Venise - Parafrase, voor instrumentale solisten en orkest
- Dance of the Wooden Shoe
- Danssuite
  1. Gavotte
  2. Wals
  3. Tango
  4. Foxtrot
- Dia de Fiesta
- Drohung
- Golondrina
- Harlequin's Birthday Party
- Landleven, suite voor orkest 
  1. Oogstfeest
  2. Herfstdraden
  3. Jacht partij
- Mexican Dance
- Parafrase op Anton Rubinstein's "Melodie in F", voor piano en orkest
- Parafrase over Ralph Benatzky's "Ich weiß auf der Wiese ein kleines Hotel"
- Piloten Song
- Rhapsodie Tzigane
- Romance
- Romanze
- Scherzando
- Sons d'Espagne
- Souvenir de Paris
- Syncopated Music

### Werken voor harmonie- of fanfareorkest
- 1976 Concertstuk

### Vocale muziek

#### Liederen
- Wiegelied, voor zangstem en piano - tekst: Emiel van de Brande

### Kamermuziek
- 1939 Merry blacksmith, voor piano en accordeon

### Filmmuziek
- 1959 Strahlenspione
- 1960 Industrie und Landschaft
- 1960 Ruhrkoks
- 1960/1961 An den vier Enden der Welt